# Andreas Beran
Andreas Beran (* 29. Oktober 1953 in Hamburg) ist ein deutscher Politiker (SPD). Er war von 2000 bis 2005 Vorsitzender des Sozialausschusses des Schleswig-Holsteinischen Landtags.

## Leben
Beran beendete im Jahr 1976 sein Studium als Diplom-Verwaltungswirt (FH) und war bis 2009 als Projektleiter im Sozialpädagogischen Fachdienst tätig. 
Er trat im Jahr 1975 in die SPD ein. Von 1997 bis 2003 gehörte er dem SPD-Landesvorstand von Schleswig-Holstein an. Als Vorsitzender des SPD-Kreisverbandes Segeberg war er vom Jahr 2002 bis zum 29. September 2018 tätig. Beran war von 2007 bis 2011 Vorsitzender des Landesparteirates der SPD.
Beran gehörte von 1986 bis 2003 der Gemeindevertretung von Hüttblek und von 1994 bis 2000 dem Kreistag des Kreises Segeberg an.
Am 15. Februar 1995 rückte er für die ausgeschiedene Abgeordnete Sigrid Warnicke in den Landtag von Schleswig-Holstein nach, dem er bis zum Ende der Wahlperiode 1996 angehörte. Von 2000 bis 2005 war Beran direkt gewähltes Mitglied des Landtages und dort in dieser Zeit Vorsitzender des Sozialausschusses. Am 12. Dezember 2008 rückte er über die Landesliste in den Landtag nach. Bei der Landtagswahl 2009 erhielt er ein Mandat über die Landesliste. Zur vorgezogenen Landtagswahl im Jahr 2012 trat er nicht mehr an.
In der Zeit von 1990 bis 2003 war er stellvertretender Bürgermeister der Gemeinde Hüttblek.